# Aepocerus
Aepocerus is een geslacht van vliesvleugeligen uit de familie Pteromalidae. De wetenschappelijke naam van dit geslacht is voor het eerst geldig gepubliceerd in 1885 door Mayr.

## Soorten
Het geslacht Aepocerus omvat de volgende soorten:
- Aepocerus absconditus Mayr, 1906
- Aepocerus americanus Girault, 1913
- Aepocerus auratus (Ashmead, 1894)
- Aepocerus doliariae Mayr, 1906
- Aepocerus emarginatus Mayr, 1885
- Aepocerus excavatus Mayr, 1885
- Aepocerus flavomaculatus Mayr, 1885
- Aepocerus nadelae Boucek, 1993
- Aepocerus nitidiventris Strand, 1911
- Aepocerus pax Girault, 1913
- Aepocerus punctipennis Mayr, 1885
- Aepocerus simplex Mayr, 1885
- Aepocerus sundaicus Mayr, 1906